# Trujillo (država u Venezueli)
Trujillo (španjolski. Estado Trujillo) je jedna od 23 savezne države Venezuele, koja se nalazi na sjeverozapadu zemlje.

## Karakteristike
U državi živi 686,367 stanovnika na površini od 7,400 km²
Trujillo sa zapada graniči s Jezerom Maracaibo, s istoka sa saveznom državom Portuguesa, s jugozapada s Državom Mérida, s juga s Barinasom i Zuliom sa sjevera.
Glavni grad države je još uvijek istoimeni Trujillo, trgovačko središte poljoprivrednog kraja, iako ga je tokom 20. stoljeća nedaleka Valera daleko nadmašila, kako brojem stanovnika tako i po ekonomskoj važnosti.
Trujillo je poznat po kipu Djevice mira (Virgen de la Paz), koji je jedan od najviših spomenika u Latinskoj Americi. Sam kip ima 46 metara, ali kako je postavljen na planini visokoj 1700 metara dominira čitavim krajem.

## Privreda i transport
Najveći dio države leži u planinama masiva Cordillera de Mérida, i pored toga Trujillo ima razvijenu poljoprivredu koja se iako ograničena na kotline i aluvijalne visoravni nalazi pri samom vrhu u Venezueli.  
U Trujillu se uzgajaju; banane, grašak, krumpir, mrkva, salata, kupus i ananas. Ostali važni usjevi su; kava, šećerna trska, kukuruz, grah, manioka, celer, cvjetača, grah i češnjak.
Preko države prolazi Panamerička i Transandska autocesta.

## Vanjske poveznice
- Trujillo na portalu Venezuela tuya (šp.)
- Trujillo na portalu Encyclopedia Britannica (engl.)